# セーラー服 百合族
『セーラー服 百合族』は、1983年に製作された日本映画。DVD題は、『制服 百合族』。続編として、同年『セーラー服 百合族2』、1984年に『OL百合族19歳』が製作された。

## ストーリー
高校のクラスメイト、美和子となおみは仲良しでレズビアンだ。美和子はバージンだが、両刀使いのなおみには一平というボーイフレンドがいる。ある日、生理がないなおみは妊娠したと思い、一平に詰め寄るが取り合ってくれない。そんな二人を美和子は嫉妬の眼で見つめていた。暫くして、生理があったなおみは一平と仲が直り、二人から帰っていいと言われた。寂しそうに帰る美和子は、ガリ勉の公夫と出会った。美和子に好意を持つ公夫は、彼女をピーピングルームに連れて行くと、カメラで淫写を始め、最後には局部を見せてほしいと迫る……。

## キャスト
- 美和子：山本奈津子
- なおみ：小田かおる
- 一平：水上功治
- 公夫：矢田秀明
- 沢木太郎：益富信孝
- 生徒：章文栄、小野沢結美、伊東さなえ
- ツッパリ：青木勇次、木村栄悦
- 良江：倉吉朝子
- 秀子：江崎和代